# Sydower Fließ
Sydower Fließ är en kommun i Landkreis Barnim i förbundslandet Brandenburg i Tyskland. Kommunen bildades den 27 september 1998 genom en sammanslagning av kommunerna Grüntal och Tempelfelde.  Kommunen ingår i kommunalförbundet Amt Biesenthal-Barnim.